# Федоро-Петровка
Федоро-Петровка (баш. Федоро-Петровка) — деревня в Стерлитамакском районе Республики Башкортостан Российской Федерации. Входит в состав Первомайского сельсовета.

## История
До 19.11.2008 г. деревня входила в состав Дергачевского сельсовета.

## География

### Географическое положение
Расстояние до:
- районного центра (Стерлитамак): 42 км,
- центра сельсовета (Первомайское): 22 км,
- ближайшей ж/д станции (Стерлитамак): 42 км.

## Население
| 2002 | 2009 | 2010 |
| ---- | ---- | ---- |
| 8    | ↘3   | ↘2   |

Национальный состав
Согласно переписи 2002 года, преобладающая национальность — башкиры (87 %).